# José Mario Pinto
José Mario Pinto Paz (Tegucigalpa, Honduras, 27 de septiembre de 1997) es un futbolista profesional hondureño que juega como mediocampista en el Olimpia de la Liga Nacional de Fútbol de Honduras. Es internacional con la selección de fútbol de Honduras.

## Carrera

### Clubes
| Club                 | País     | Año       | Partidos | Goles |
| -------------------- | -------- | --------- | -------- | ----- |
| Olimpia              | Honduras | 2018-2019 | 56       | 7     |
| Lobos UPNFM (cedido) | Honduras | 2019-2020 | 30       | 4     |
| Olimpia              | Honduras | 2020-     |          |       |

### Selección nacional
Hizo su debut con la selección de fútbol de Honduras el 13 de octubre de 2021 en un partido de clasificación para la Copa del Mundo contra Jamaica.
| N.º | Fecha              | Lugar                                     | Adversario | Gol | Resultado | Competencia                         |
| --- | ------------------ | ----------------------------------------- | ---------- | --- | --------- | ----------------------------------- |
| 1.  | 3 de junio de 2022 | Estadio Ergilio Hato, Willemstad, Curazao | Curazao    | 1-0 | 1-0       | 2022-23 CONCACAF Liga de Naciones A |